# Flor de Café, Tumbalá
Flor de Café är en ort i Mexiko.   Den ligger i kommunen Tumbalá och delstaten Chiapas, i den sydöstra delen av landet, 800 km öster om huvudstaden Mexico City. Flor de Café ligger 551 meter över havet och antalet invånare är 251.
Terrängen runt Flor de Café är bergig. Runt Flor de Café är det ganska tätbefolkat, med 149 invånare per kvadratkilometer. Närmaste större samhälle är Yajalón, 18,5 km söder om Flor de Café. I omgivningarna runt Flor de Café växer i huvudsak städsegrön lövskog.